# 데이터도그
데이터도그(Datadog, Inc.)는 SaaS 기반 데이터 분석 플랫폼을 통해 서버, 데이터베이스, 도구 및 서비스 모니터링을 제공하는 클라우드 규모 애플리케이션에 대한 관찰 서비스를 제공하는 미국 회사이다. 뉴욕시에 설립되어 본사를 두고 있는 이 회사는 나스닥 증권 거래소에 상장된 상장 기업이다. 마스코트는 비츠(Bits)라는 이름의 개이다.